# Terra Nostra (TV-serie)
Terra Nostra är en brasiliansk såpopera (från åren 1999–2000).

## Rollista
- Ana Paula Arósio - Giuliana Splendore
- Thiago Lacerda - Matteo Batistella
- Carolina Kasting - Rosana
- Antônio Fagundes - Gumercindo Telles de Aranha
- Débora Duarte - Maria do Socorro Telles de Aranha
- Raul Cortez - Francesco Magliano
- Ângela Vieira - Janette Magliano
- Marcello Antony - Marco Antonio
- Maria Fernanda Cândido - Paola
- Paloma Duarte - Angélica
- Gabriel Braga Nunes - Augusto Neves Marcondes
- Odilon Wagner - Altino Neves Marcondes
- Jackson Antunes- Antenor
- José Dumont - Battista
- Adriana Lessa - Naná
- Elias Gleizer - Padre Olavo
- Tânia Bondezan - Mariana
- Fernanda Muniz - Luiza